# Deuxième district congressionnel du Nevada
Le 2e district congressionnel du Nevada est un district de l'État du Nevada. Il comprend la majeure partie du Comté de Lyon, la totalité des comtés de Churchill, Douglas, Elko, Eureka, Humboldt, Lander, Pershing, Storey, Washoe et White Pine, ainsi que la capitale de l'État, Carson City. La plus grande ville du district est Reno, la troisième plus grande ville de l'État. Bien que le district semble rural, sa politique est dominée par Reno et Carson City. En 2017, plus de 460 000 personnes résident dans le seul Comté de Washoe, totalisant environ les deux tiers de la population du district. Avec un indice CPVI de R+8, c'est le seul district Républicain du Nevada.

## Histoire
Le district a été initialement créé après le cycle de redécoupage après le recensement de 1980, lorsque le Nevada a été divisé en districts pour la première fois. Depuis lors et jusqu'en 2013, il a occupé tout l'État en dehors du Comté de Clark. De 1993 à 2013, il comprenait également la partie extrême nord du Comté de Clark. Jusqu'en 2013, c'était le troisième plus grand district congressionnel en termes de superficie et ne couvrait pas l'ensemble d'un État. Même s'il a perdu une grande partie de sa partie sud au profit du nouveau 4e district après le recensement de 2010, il reste le cinquième plus grand district du pays et ne couvre pas l'ensemble d'un État.
Le 2e a toujours été de tendance républicaine. Il n'est représenté que par quatre personnes depuis sa création, toutes républicaines. Les Démocrates n’ont eu que quatre élections sérieuses pour le siège. Lors des élections présidentielles, le district a toujours voté Républicain ; George W. Bush a remporté la circonscription par 20 points en 2000 et 16 points en 2004. Cependant, lors des élections de 2008, John McCain n'a obtenu que 88 voix de plus (sur 335 720 voix) que Barack Obama dans la circonscription.
Le 21 avril 2011, le Sénateur américain John Ensign (Républicain du Nevada), en proie à un scandale et faisant face à une enquête du Comité sénatorial d'éthique, a annoncé sa démission à compter du 3 mai. Le 27 avril, le Gouverneur Brian Sandoval a annoncé qu'il nommerait Dean Heller, membre du Congrès du 2e district pour son troisième mandat, pour terminer le mandat d'Ensign au Sénat. Heller avait déjà prévu de briguer ce siège après qu'Ensign ait annoncé un mois plus tôt qu'il ne briguerait pas un troisième mandat. Pour combler le poste laissé vacant par la démission de Heller le 9 mai, Sandoval a dû convoquer des élections spéciales qui auraient lieu dans les six mois suivant la vacance du poste.
Une élection spéciale a eu lieu le 13 septembre 2011. L'ancien Sénateur Républicain Mark Amodei a battu la Trésorière Démocrate de l'État Kate Marshall.

## Historique de vote
| Année | Poste                 | Résultats                     |
| ----- | --------------------- | ----------------------------- |
| 2016  | Président             | Trump 52,5 % – 39,2 %         |
| 2016  | Sénateur              | Heck 53,3 % – 39,1 %          |
| 2018  | Sénateur              | Heller 53,7 % – 42,0 %        |
| 2018  | Gouverneur            | Laxalt 53,7 % – 40,8 %        |
| 2018  | Lieutenant Gouverneur | Roberson 49,9 % – 43,7 %      |
| 2018  | Procureur Général     | Duncan 54,9 % – 37,9 %        |
| 2020  | Président             | Trump 54,1 % – 43,1 %         |
| 2022  | Sénateur              | Laxalt 53,9 % – 42,7 %        |
| 2022  | Gouverneur            | Lombardo 54,2 % – 41,4 %      |
| 2022  | Lieutenant Gouverneur | Anthony 55,2 % – 39,3 %       |
| 2022  | Procureur Général     | Sigal Chattah 48,3 % – 47,5 % |

### Résultats selon les anciennes frontières (1983 - 1993; 1993 - 2003)
| Année | Poste     | Résultats              |
| ----- | --------- | ---------------------- |
| 1984  | Président | Reagan 69,0 % – 29,0 % |
| 1988  | Président | Bush 62,0 % – 35,0 %   |
| 1992  | Président | Bush 38,0 % – 33,0 %   |
| 1996  | Président | Dole 47,0 % – 39,0 %   |

### Résultats selon les anciennes frontières (2003 - 2013)[5]
| Année | Poste     | Résultats              |
| ----- | --------- | ---------------------- |
| 2000  | Président | Bush 57,0 % – 37,0 %   |
| 2004  | Président | Bush 57,0 % – 41,0 %   |
| 2008  | Président | McCain 49,0 % – 49,0 % |

### Résultats selon les anciennes frontières (2013 - 2023)
| Année | Poste      | Résultats                |
| ----- | ---------- | ------------------------ |
| 2012  | Président  | Romney 53,0 % – 45,0 %   |
| 2012  | Sénateur   | Heller 64,0 % – 25,0 %   |
| 2014  | Gouverneur | Sandoval 53,0 % – 45,0 % |
| 2016  | Président  | Trump 52,0 % – 40,0 %    |
| 2016  | Sénateur   | Heck 65,0 % – 27,0 %     |
| 2018  | Gouverneur | Laxalt 68,0 % – 25,0 %   |
| 2018  | Sénateur   | Heller 68,0 % – 26,0 %   |
| 2020  | Président  | Trump 53,0 % – 43,0 %    |

| Membre                             | Parti       | Années                            | Congrès     | Histoire électorale | Zone géographique |
| ---------------------------------- | ----------- | --------------------------------- | ----------- | --- | --- |
| District établit le 3 janvier 1983 |             |                                   |             | | |
| Barbara Vucanovich (en)            | Républicain | 3 janvier 1983 - 3 janvier 1997   | 98e - 104e  | Élu en 1982. Réélu en 1984. Réélu en 1986. Réélu en 1988. Réélu en 1990. Réélu en 1992. Réélu en 1994. Retrait.                  | 1983–1993 Carson City, Churchill, Douglas, Elko, Esmeralda, Eureka, Humboldt, Lander, Lincoln, Lyon, Mineral, Nye, Pershing, Storey, Washoe et White Pine ; parties de Clark. |
| Barbara Vucanovich (en)            | Républicain | 3 janvier 1983 - 3 janvier 1997   | 98e - 104e  | Élu en 1982. Réélu en 1984. Réélu en 1986. Réélu en 1988. Réélu en 1990. Réélu en 1992. Réélu en 1994. Retrait.                  | 1993–2003 Carson City, Churchill, Douglas, Elko, Esmeralda, Eureka, Humboldt, Lander, Lincoln, Lyon, Mineral, Nye, Pershing, Storey, Washoe et White Pine ; parties de Clark. |
| Jim Gibbons                        | Républicain | 3 janvier 1997 - 31 décembre 2006 | 105e - 109e | Élu en 1996. Réélu en 1998. Réélu en 2000. Réélu en 2002. Réélu en 2004. Démissionne lorsqu'élu Gouverneur du Nevada.            | |
| Jim Gibbons                        | Républicain | 3 janvier 1997 - 31 décembre 2006 | 105e - 109e | Élu en 1996. Réélu en 1998. Réélu en 2000. Réélu en 2002. Réélu en 2004. Démissionne lorsqu'élu Gouverneur du Nevada.            | 2003–2013 Carson City, Churchill, Douglas, Elko, Esmeralda, Eureka, Humboldt, Lander, Lincoln, Lyon, Mineral, Nye, Pershing, Storey, Washoe et White Pine ; parties de Clark. |
| Vacant                             | Vacant      | 31 décembre 2006 - 3 janvier 2007 | 109e        | | |
| Dean Heller                        | Républicain | 3 janvier 2007 - 9 mai 2011       | 110e - 112e | Élu en 2006. Réélu en 2008. Réélu en 2010. Démissionne lorsque nommé Sénateur des États-Unis.                                    | |
| Vacant                             | Vacant      | 9 may 2011 - 13 septembre 2011    | 112e        | | |
| Mark Amodei                        | Républicain | 13 septembre 2011 - Présent       | 112e - 118e | Élu pour terminer le mandat de Heller. Réélu en 2012. Réélu en 2014. Réélu en 2016. Réélu en 2018. Réélu en 2020. Réélu en 2022. | |
| Mark Amodei                        | Républicain | 13 septembre 2011 - Présent       | 112e - 118e | Élu pour terminer le mandat de Heller. Réélu en 2012. Réélu en 2014. Réélu en 2016. Réélu en 2018. Réélu en 2020. Réélu en 2022. | 2013–2023 Carson City, Churchill, Douglas, Elko, Eureka, Humboldt, Lander, Pershing, Storey, et Washoe ; parties de White Pine                                                |
| Mark Amodei                        | Républicain | 13 septembre 2011 - Présent       | 112e - 118e | Élu pour terminer le mandat de Heller. Réélu en 2012. Réélu en 2014. Réélu en 2016. Réélu en 2018. Réélu en 2020. Réélu en 2022. | 2023–Présent Carson City, Douglas, Elko, Eureka, Humboldt, Lander, Pershing, Storey, Washoe et White Pine ; parties de Lyon.                                                  |

## Résultats des précédentes élections
Voici le résultats des dix précédents cycles électoraux dans le district.

## Frontières historique du district

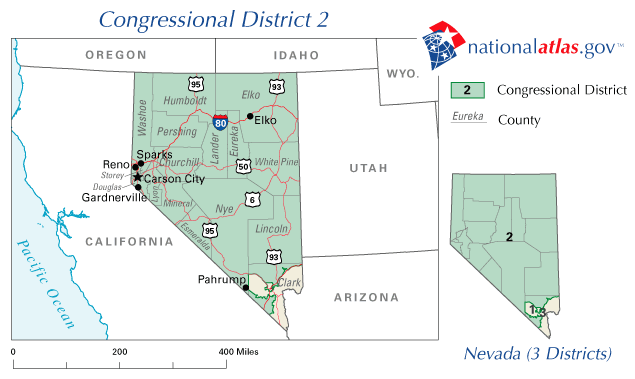
2003 - 2013

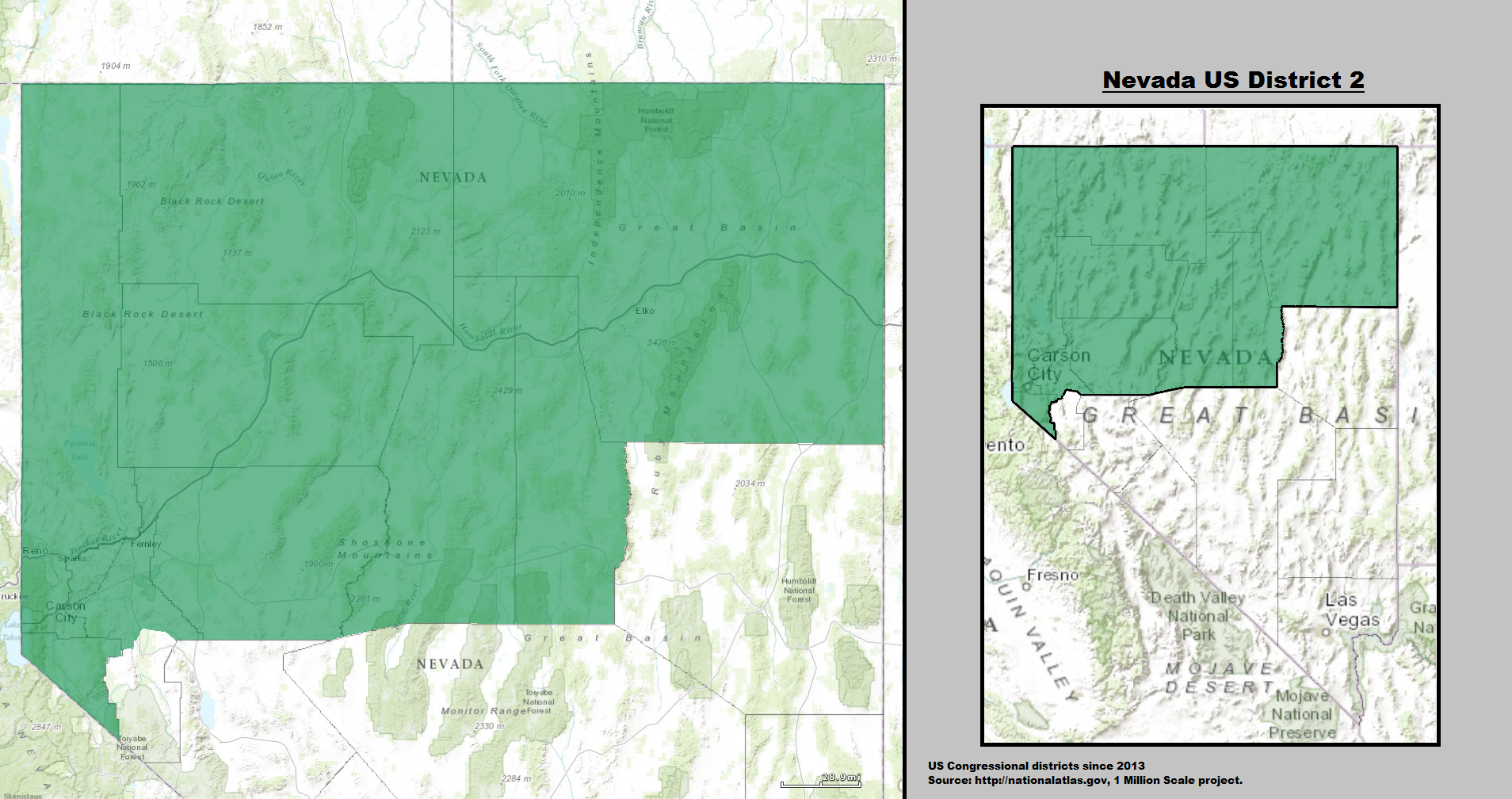
2013 - 2023

### 2004
| Élection de 2004 du 2e district congressionnel du Nevada | Élection de 2004 du 2e district congressionnel du Nevada | Élection de 2004 du 2e district congressionnel du Nevada | Élection de 2004 du 2e district congressionnel du Nevada | Élection de 2004 du 2e district congressionnel du Nevada |
| -------------------------------------------------------- | -------------------------------------------------------- | -------------------------------------------------------- | -------------------------------------------------------- | -------------------------------------------------------- |
| Parti                                                    | Parti                                                    | Candidat                                                 | Votes                                                    | %                                                        |
|                                                          | Républicain                                              | Jim Gibbons (sortant)                                    | 195 466                                                  | 67,15                                                    |
|                                                          | Démocrate                                                | Angie G. Cochran                                         | 79 978                                                   | 27,48                                                    |
|                                                          | Independent American (en)                                | Janine Hansen                                            | 10 638                                                   | 3,65                                                     |
|                                                          | Libertarien                                              | Brendan Trainor                                          | 4997                                                     | 1,72                                                     |
| Total des votes                                          | Total des votes                                          | Total des votes                                          | 291 079                                                  | 100%                                                     |
|                                                          | Les Républicains conservent                              |                                                          |                                                          |                                                          |

### 2006
| Élection de 2006 du 2e district congressionnel du Nevada | Élection de 2006 du 2e district congressionnel du Nevada | Élection de 2006 du 2e district congressionnel du Nevada | Élection de 2006 du 2e district congressionnel du Nevada | Élection de 2006 du 2e district congressionnel du Nevada |
| -------------------------------------------------------- | -------------------------------------------------------- | -------------------------------------------------------- | -------------------------------------------------------- | -------------------------------------------------------- |
| Parti                                                    | Parti                                                    | Candidat                                                 | Votes                                                    | %                                                        |
|                                                          | Républicain                                              | Dean Heller                                              | 117 168                                                  | 50,35                                                    |
|                                                          | Démocrate                                                | Jill Derby                                               | 104 593                                                  | 44,94                                                    |
|                                                          | Indépendant                                              | Daniel Rosen                                             | 5524                                                     | 2,37                                                     |
|                                                          | Independent American (en)                                | James C. Kroshus                                         | 5439                                                     | 2,34                                                     |
| Total des votes                                          | Total des votes                                          | Total des votes                                          | 232 724                                                  | 100%                                                     |
|                                                          | Les Républicains conservent                              |                                                          |                                                          |                                                          |

### 2008
| Élection de 2008 du 2e district congressionnel du Nevada | Élection de 2008 du 2e district congressionnel du Nevada | Élection de 2008 du 2e district congressionnel du Nevada | Élection de 2008 du 2e district congressionnel du Nevada | Élection de 2008 du 2e district congressionnel du Nevada |
| -------------------------------------------------------- | -------------------------------------------------------- | -------------------------------------------------------- | -------------------------------------------------------- | -------------------------------------------------------- |
| Parti                                                    | Parti                                                    | Candidat                                                 | Votes                                                    | %                                                        |
|                                                          | Républicain                                              | Dean Heller (sortant)                                    | 170 771                                                  | 51,82                                                    |
|                                                          | Démocrate                                                | Jill Derby                                               | 136 548                                                  | 41,44                                                    |
|                                                          | Independent American (en)                                | John Everhart                                            | 11 179                                                   | 3,39                                                     |
|                                                          | Libertarien                                              | Sean Patrick Morse                                       | 5740                                                     | 1,74                                                     |
|                                                          | Vert                                                     | Craig Bergland                                           | 5282                                                     | 1,60                                                     |
| Total des votes                                          | Total des votes                                          | Total des votes                                          | 329 520                                                  | 100%                                                     |
|                                                          | Les Républicains conservent                              |                                                          |                                                          |                                                          |

### 2010
| Élection de 2010 du 2e district congressionnel du Nevada | Élection de 2010 du 2e district congressionnel du Nevada | Élection de 2010 du 2e district congressionnel du Nevada | Élection de 2010 du 2e district congressionnel du Nevada | Élection de 2010 du 2e district congressionnel du Nevada |
| -------------------------------------------------------- | -------------------------------------------------------- | -------------------------------------------------------- | -------------------------------------------------------- | -------------------------------------------------------- |
| Parti                                                    | Parti                                                    | Candidat                                                 | Votes                                                    | %                                                        |
|                                                          | Républicain                                              | Dean Heller (sortant)                                    | 169 458                                                  | 63,30                                                    |
|                                                          | Démocrate                                                | Nancy Price                                              | 87 421                                                   | 32,66                                                    |
|                                                          | Independent American (en)                                | Russell Price                                            | 10 829                                                   | 4,05                                                     |
| Total des votes                                          | Total des votes                                          | Total des votes                                          | 267 708                                                  | 100%                                                     |
|                                                          | Les Républicains conservent                              |                                                          |                                                          |                                                          |

### 2011 (Spéciale)
| Élection Spéciale de 2011 du 2e district congressionnel du Nevada | Élection Spéciale de 2011 du 2e district congressionnel du Nevada | Élection Spéciale de 2011 du 2e district congressionnel du Nevada | Élection Spéciale de 2011 du 2e district congressionnel du Nevada | Élection Spéciale de 2011 du 2e district congressionnel du Nevada |
| ----------------------------------------------------------------- | ----------------------------------------------------------------- | ----------------------------------------------------------------- | ----------------------------------------------------------------- | ----------------------------------------------------------------- |
| Parti                                                             | Parti                                                             | Candidat                                                          | Votes                                                             | %                                                                 |
|                                                                   | Républicain                                                       | Mark Amodei                                                       | 75 180                                                            | 57,92                                                             |
|                                                                   | Démocrate                                                         | Kate Marshall                                                     | 46 818                                                            | 36,07                                                             |
|                                                                   | Indépendant                                                       | Helmuth Lehmann                                                   | 5372                                                              | 4,14                                                              |
|                                                                   | Independent American (en)                                         | Timothy Fasano                                                    | 2421                                                              | 1,87                                                              |
| Total des votes                                                   | Total des votes                                                   | Total des votes                                                   | 129 791                                                           | 100%                                                              |
|                                                                   | Les Républicains conservent                                       |                                                                   |                                                                   |                                                                   |

### 2012
| Élection de 2012 du 2e district congressionnel du Nevada | Élection de 2012 du 2e district congressionnel du Nevada | Élection de 2012 du 2e district congressionnel du Nevada | Élection de 2012 du 2e district congressionnel du Nevada | Élection de 2012 du 2e district congressionnel du Nevada |
| -------------------------------------------------------- | -------------------------------------------------------- | -------------------------------------------------------- | -------------------------------------------------------- | -------------------------------------------------------- |
| Parti                                                    | Parti                                                    | Candidat                                                 | Votes                                                    | %                                                        |
|                                                          | Républicain                                              | Mark Amodei (sortant)                                    | 162 213                                                  | 57,63                                                    |
|                                                          | Démocrate                                                | Samuel Koepnick                                          | 102 019                                                  | 36,25                                                    |
|                                                          | Independent American (en)                                | Russell Best                                             | 6051                                                     | 2,15                                                     |
|                                                          | Indépendant                                              | Michael Haines                                           | 11 166                                                   | 3,97                                                     |
| Total des votes                                          | Total des votes                                          | Total des votes                                          | 281 499                                                  | 100%                                                     |
|                                                          | Les Républicains conservent                              |                                                          |                                                          |                                                          |

### 2014
| Élection de 2014 du 2e district congressionnel du Nevada | Élection de 2014 du 2e district congressionnel du Nevada | Élection de 2014 du 2e district congressionnel du Nevada | Élection de 2014 du 2e district congressionnel du Nevada | Élection de 2014 du 2e district congressionnel du Nevada |
| -------------------------------------------------------- | -------------------------------------------------------- | -------------------------------------------------------- | -------------------------------------------------------- | -------------------------------------------------------- |
| Parti                                                    | Parti                                                    | Candidat                                                 | Votes                                                    | %                                                        |
|                                                          | Républicain                                              | Mark Amodei (sortant)                                    | 122 402                                                  | 65,73                                                    |
|                                                          | Démocrate                                                | Kristen Spees                                            | 52 016                                                   | 27,93                                                    |
|                                                          | Independent American (en)                                | Janine Hansen                                            | 11 792                                                   | 6,33                                                     |
| Total des votes                                          | Total des votes                                          | Total des votes                                          | 186 210                                                  | 100%                                                     |
|                                                          | Les Républicains conservent                              |                                                          |                                                          |                                                          |

### 2016
| Élection de 2016 du 2e district congressionnel du Nevada | Élection de 2016 du 2e district congressionnel du Nevada | Élection de 2016 du 2e district congressionnel du Nevada | Élection de 2016 du 2e district congressionnel du Nevada | Élection de 2016 du 2e district congressionnel du Nevada |
| -------------------------------------------------------- | -------------------------------------------------------- | -------------------------------------------------------- | -------------------------------------------------------- | -------------------------------------------------------- |
| Parti                                                    | Parti                                                    | Candidat                                                 | Votes                                                    | %                                                        |
|                                                          | Républicain                                              | Mark Amodei (sortant)                                    | 182 676                                                  | 58,30                                                    |
|                                                          | Démocrate                                                | H.D. "Chip" Evans                                        | 115 722                                                  | 36,93                                                    |
|                                                          | Independent American (en)                                | John H. Everhart                                         | 8693                                                     | 2,77                                                     |
|                                                          | Indépendant                                              | Drew Knight                                              | 6245                                                     | 1,99                                                     |
| Total des votes                                          | Total des votes                                          | Total des votes                                          | 313 336                                                  | 100%                                                     |
|                                                          | Les Républicains conservent                              |                                                          |                                                          |                                                          |

### 2018
| Élection de 2018 du 2e district congressionnel du Nevada | Élection de 2018 du 2e district congressionnel du Nevada | Élection de 2018 du 2e district congressionnel du Nevada | Élection de 2018 du 2e district congressionnel du Nevada | Élection de 2018 du 2e district congressionnel du Nevada |
| -------------------------------------------------------- | -------------------------------------------------------- | -------------------------------------------------------- | -------------------------------------------------------- | -------------------------------------------------------- |
| Parti                                                    | Parti                                                    | Candidat                                                 | Votes                                                    | %                                                        |
|                                                          | Républicain                                              | Mark Amodei (sortant)                                    | 167 435                                                  | 58,2                                                     |
|                                                          | Démocrate                                                | Clint Koble                                              | 120 102                                                  | 41,8                                                     |
| Total des votes                                          | Total des votes                                          | Total des votes                                          | 287 537                                                  | 100%                                                     |
|                                                          | Les Républicains conservent                              |                                                          |                                                          |                                                          |

### 2020
| Élection de 2020 du 2e district congressionnel du Nevada | Élection de 2020 du 2e district congressionnel du Nevada | Élection de 2020 du 2e district congressionnel du Nevada | Élection de 2020 du 2e district congressionnel du Nevada | Élection de 2020 du 2e district congressionnel du Nevada |
| -------------------------------------------------------- | -------------------------------------------------------- | -------------------------------------------------------- | -------------------------------------------------------- | -------------------------------------------------------- |
| Parti                                                    | Parti                                                    | Candidat                                                 | Votes                                                    | %                                                        |
|                                                          | Républicain                                              | Mark Amodei (sortant)                                    | 216 078                                                  | 56,5                                                     |
|                                                          | Démocrate                                                | Patricia Ackerman                                        | 155 780                                                  | 40,7                                                     |
|                                                          | Independent American (en)                                | Janine Hansen                                            | 10 815                                                   | 2,8                                                      |
| Total des votes                                          | Total des votes                                          | Total des votes                                          | 382 673                                                  | 100%                                                     |
|                                                          | Les Républicains conservent                              |                                                          |                                                          |                                                          |

### 2022
| Primaire Républicaine de 2022 du 2e district congressionnel du Nevada | Primaire Républicaine de 2022 du 2e district congressionnel du Nevada | Primaire Républicaine de 2022 du 2e district congressionnel du Nevada | Primaire Républicaine de 2022 du 2e district congressionnel du Nevada | Primaire Républicaine de 2022 du 2e district congressionnel du Nevada |
| --------------------------------------------------------------------- | --------------------------------------------------------------------- | --------------------------------------------------------------------- | --------------------------------------------------------------------- | --------------------------------------------------------------------- |
| Parti                                                                 | Parti                                                                 | Candidat                                                              | Votes                                                                 | %                                                                     |
|                                                                       | Républicain                                                           | Mark Amodei (sortant)                                                 | 49 779                                                                | 54,9                                                                  |
|                                                                       | Républicain                                                           | Danny Tarkanian                                                       | 29 563                                                                | 32,6                                                                  |
|                                                                       | Républicain                                                           | Joel Beck                                                             | 6744                                                                  | 7,4                                                                   |
|                                                                       | Républicain                                                           | Catherine Sampson                                                     | 3010                                                                  | 3,3                                                                   |
|                                                                       | Républicain                                                           | Brian Nadell                                                          | 1614                                                                  | 1,8                                                                   |

| Primaire Démocrate de 2022 du 2e district congressionnel du Nevada | Primaire Démocrate de 2022 du 2e district congressionnel du Nevada | Primaire Démocrate de 2022 du 2e district congressionnel du Nevada | Primaire Démocrate de 2022 du 2e district congressionnel du Nevada | Primaire Démocrate de 2022 du 2e district congressionnel du Nevada |
| ------------------------------------------------------------------ | ------------------------------------------------------------------ | ------------------------------------------------------------------ | ------------------------------------------------------------------ | ------------------------------------------------------------------ |
| Parti                                                              | Parti                                                              | Candidat                                                           | Votes                                                              | %                                                                  |
|                                                                    | Démocrate                                                          | Elizabeth Mercedes Krause                                          | 22 072                                                             | 49,0                                                               |
|                                                                    | Démocrate                                                          | Timothy Hanifan                                                    | 6440                                                               | 14,3                                                               |
|                                                                    | Démocrate                                                          | Michael Doucette                                                   | 5478                                                               | 12,2                                                               |
|                                                                    | Démocrate                                                          | Rahul Joshi                                                        | 3613                                                               | 8,0                                                                |
|                                                                    | Démocrate                                                          | Brian Hansen                                                       | 3276                                                               | 7,3                                                                |
|                                                                    | Démocrate                                                          | Joseph Afzal                                                       | 3117                                                               | 6,9                                                                |
|                                                                    | Démocrate                                                          | Gerold Lee Gorman                                                  | 1034                                                               | 2,3                                                                |

| Élection de 2022 du 2e district congressionnel du Nevada | Élection de 2022 du 2e district congressionnel du Nevada | Élection de 2022 du 2e district congressionnel du Nevada | Élection de 2022 du 2e district congressionnel du Nevada | Élection de 2022 du 2e district congressionnel du Nevada |
| -------------------------------------------------------- | -------------------------------------------------------- | -------------------------------------------------------- | -------------------------------------------------------- | -------------------------------------------------------- |
| Parti                                                    | Parti                                                    | Candidat                                                 | Votes                                                    | %                                                        |
|                                                          | Républicain                                              | Mark Amodei (sortant)                                    | 185 467                                                  | 59,7                                                     |
|                                                          | Démocrate                                                | Elizabeth Mercedes Krause                                | 117 371                                                  | 37,8                                                     |
|                                                          | Independent American (en)                                | Russell Best                                             | 4194                                                     | 1,4                                                      |
|                                                          | Libertarien                                              | Darryl Baber                                             | 3466                                                     | 1,1                                                      |
| Total des votes                                          | Total des votes                                          | Total des votes                                          | 310 498                                                  | 100%                                                     |
|                                                          | Les Républicains conservent                              |                                                          |                                                          |                                                          |

### 2024
| Primaire Républicaine de 2024 du 2e district congressionnel du Nevada | Primaire Républicaine de 2024 du 2e district congressionnel du Nevada | Primaire Républicaine de 2024 du 2e district congressionnel du Nevada | Primaire Républicaine de 2024 du 2e district congressionnel du Nevada | Primaire Républicaine de 2024 du 2e district congressionnel du Nevada |
| --------------------------------------------------------------------- | --------------------------------------------------------------------- | --------------------------------------------------------------------- | --------------------------------------------------------------------- | --------------------------------------------------------------------- |
| Parti                                                                 | Parti                                                                 | Candidat                                                              | Votes                                                                 | %                                                                     |
|                                                                       | Républicain                                                           | Mark Amodei (sortant)                                                 | 44 098                                                                | 64,2                                                                  |
|                                                                       | Républicain                                                           | Fred Simon                                                            | 24 592                                                                | 35,8                                                                  |

| Élection de 2024 du 2e district congressionnel du Nevada | Élection de 2024 du 2e district congressionnel du Nevada | Élection de 2024 du 2e district congressionnel du Nevada | Élection de 2024 du 2e district congressionnel du Nevada | Élection de 2024 du 2e district congressionnel du Nevada |
| -------------------------------------------------------- | -------------------------------------------------------- | -------------------------------------------------------- | -------------------------------------------------------- | -------------------------------------------------------- |
| Parti                                                    | Parti                                                    | Candidat                                                 | Votes                                                    | %                                                        |
|                                                          | Républicain                                              | Mark Amodei (sortant)                                    | TBD                                                      | TBD                                                      |
|                                                          | Indépendant                                              | Greg Kidd                                                | TBD                                                      | TBD                                                      |
|                                                          | Independent American (en)                                | Russell Best                                             | TBD                                                      | TBD                                                      |
|                                                          | Libertarien                                              | Darryl Baber                                             | TBD                                                      | TBD                                                      |
| Total des votes                                          | Total des votes                                          | Total des votes                                          | TBD                                                      | 100%                                                     |
|                                                          |                                                          |                                                          |                                                          |                                                          |